# Georgi Kamenski
Georgi Kamenski (bulharskou cyrilicí Георги Каменски) (* 3. února 1947, Sofie) je bývalý bulharský fotbalový brankář.

## Fotbalová kariéra
V bulharské lize hrál za Levski Sofia. S týmem získal tři mistrovské tituly a dvě vítězství v bulharském fotbalovém poháru. V Poháru mistrů evropských zemí nastoupil ve 2 utkáních a v Poháru vítězů pohárů nastoupil ve 2 utkáních. Byl členem bulharské reprezentace na Mistrovství světa ve fotbale 1970, ale za reprezentaci nikdy nenastoupil. 

## Ligová bilance
| Ročník                                | Zápasy | Góly | Klub         |
| ------------------------------------- | ------ | ---- | ------------ |
| 1. bulharská fotbalová liga 1964/1965 | 1      | 0    | Levski Sofia |
| 1. bulharská fotbalová liga 1965/1966 | -      | 0    | Levski Sofia |
| 1. bulharská fotbalová liga 1966/1967 | -      | 0    | Levski Sofia |
| 1. bulharská fotbalová liga 1967/1968 | 6      | 0    | Levski Sofia |
| 1. bulharská fotbalová liga 1968/1969 | -      | 0    | Levski Sofia |
| 1. bulharská fotbalová liga 1969/1970 | 23     | 0    | Levski Sofia |
| 1. bulharská fotbalová liga 1970/1971 | -      | 0    | Levski Sofia |
| 1. bulharská fotbalová liga 1971/1972 | -      | 0    | Levski Sofia |
| CELKEM 1. bulharská fotbalová liga    | 87     | 0    |              |